# Kimono My House
Kimono My House è il terzo album in studio del gruppo rock statunitense Sparks, pubblicato nel 1974 per la Island Records.

## Tracce
Side 1
1. This Town Ain't Big Enough for Both of Us – 3:05
2. Amateur Hour – 3:37
3. Falling in Love with Myself Again – 3:03
4. Here in Heaven – 2:48
5. Thank God It's Not Christmas – 5:07

Side 2
1. Hasta Mañana, Monsieur – 3:52
2. Talent Is an Asset – 3:21
3. Complaints – 2:50
4. In My Family – 3:48
5. Equator – 4:42

## Formazione
- Russell Mael - voce
- Ron Mael - tastiera
- Adrian Fisher - chitarra
- Martin Gordon - basso
- Norman "Dinky" Diamond - batteria, percussioni